# 法布里西亚诺上校城
法布里西亚诺上校城是巴西米纳斯吉拉斯州的一个市镇。总面积221.049平方公里，总人口104415人，人口密度472.4人/平方公里。